# Louis Réard
Louis Réard (ur. w 1897 we Francji, zm. 16 września 1984 w Lozannie, w Szwajcarii) – francuski inżynier, projektant mody oraz twórca bikini.
Réard był z wykształcenia inżynierem samochodowym, ale zajmował się także krawiectwem i prowadzeniem w Paryżu sklepu obuwniczego swojej matki. Réard i Jacques Heim, pracując niezależnie od siebie, postawili sobie za cel stworzenie najmniejszego kostiumu kąpielowego. Jako pierwszy swój strój zaprezentował Heim, który nazwał go "atome", co miało nawiązywać do atomu jako najmniejszej jednostki budującej świat.
Réard wprowadził bikini w 1946 roku. Jego kostium został stworzony w postaci stanika i dwóch trójkątnych fragmentów materiału połączonych paskami o łącznej powierzchni 194 cm². Kostium Réarda był istotnie mniejszy od innych, a on sam reklamował je jako mniejszy od najmniejszego na świecie. Nazwa bikini pochodzi zaś od atolu Bikini.
Réard miał istotny problem ze znalezieniem modelki, która zaprezentowałaby jego kostium. Ostatecznie zatrudnił 19-letnią Micheline Bernardini, która tańczyła nago w klubie Casino de Paris. Oficjalna prezentacja miała miejsce 5 lipca 1946 roku na terenie publicznego basenu Piscine Molitor w Paryżu. Bikini zostało bardzo dobrze przyjęte przez męską część publiczności, a sama Bernardini otrzymała wkrótce 50 tys. listów od fanów.
W 1980 roku Réard zamieszkał z żoną w Lozannie, gdzie zmarł 16 września 1984 roku.